# Anatinae
De Anatinae vormen een onderfamilie uit de familie der eendachtigen (Anatidae). Tot deze onderfamilie behoort een groot aantal geslachten, die in twee geslachtengroepen wordt ingedeeld: de grondeleenden (Anatini), bijvoorbeeld de wilde eend, en de duikeenden (Aythyini), bijvoorbeeld de tafeleend en de kuifeend. Soms worden ook andere geslachtengroepen onderscheiden, namelijk de zee-eenden, zaagbekken en verwanten (Mergini), de stekelstaarteenden (Oxyurini) en de lepelbekeenden (Malacorhynchini). Deze laatste geslachtengroepen worden ook vaak als aparte onderfamilies beschouwd.
Van deze geslachtengroepen komen enkel de Malacorhynchini niet in de Lage Landen voor.
Boomeenden (Dendrocygninae) · Witrugeend (Thalassorninae) · Zwanen en ganzen (Anserinae) · Stippeleend (Stictonettinae) · Spoorwiekgans (Plectropterinae) · Halfganzen (Tadorninae) · Grondeleenden en duikeenden (Anatinae) · Eiders, zee-eenden, zaagbekken, etc (Merginae) · Stekelstaarteenden (Oxyurinae)
Grondeleenden (Anatini) · Duikeenden (Aythyini) · Lepelbekeenden (Malacorhynchini) · Zee-eenden, eiders, zaagbekken en verwanten (Mergini) · Stekelstaarteenden (Oxyurini)